# Mark Retera
Mark Retera (né en 1964) est un auteur de bande dessinée et dessinateur humoristique néerlandais. Il est surtout connu pour sa série humoristique Jean-Norbert (nl) (néerlandais : DirkJan), publiée depuis 1989.

## Récompense
- 2004 : Prix Stripschap, pour l'ensemble de son œuvre

## Publications en français
- Jean-Norbert (nl), Paquet, coll. « Kramiek », 4 vol., 2014-2017.